# یولیا لاورنچوک
یولیا لاورنچوک (اوکراینی: Юлія Лавренчук؛ زادهٔ ۲۴ مهٔ ۱۹۷۸) اسکیت‌باز نمایشی اهل اوکراین است.

## حرفه
وی همچنین از اسکیت‌بازان نمایشی در بازی‌های المپیک زمستانی ۱۹۹۸ بوده است. 